# Arroz arbório

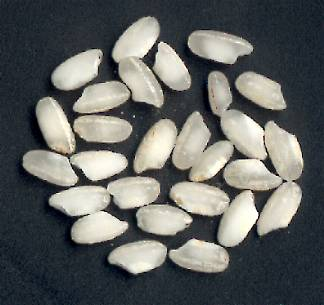
Grãos de arbório

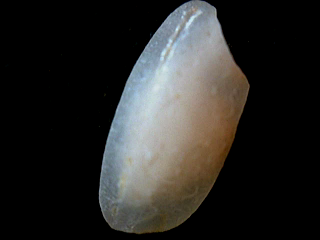
Grão de arroz arbório.

Arroz arbório é uma variedade italiana de arroz. O seu nome vem da comuna de Arborio, província de Vercelli, região do Piemonte, na Planície Padana, onde é cultivado. Quando cozido, os grãos tornam-se firmes, cremosos e mastigáveis, graças ao alto conteúdo de amilopectina; o que faz com que este arroz possua um sabor próprio, mas que combina bem com outros sabores. É usado na confeção de risotto e arroz-doce italiano.
Do ponto de vista botânico, arbório é um cultivar do grupo Japonica, sendo uma variedade de Oryza sativa.